# Битка при Прилеп
Битката при Прилеп е битка между сръбската 1-ва и турската Вардарска армия, състояла се на 21-24 октомври (3-6 ноември) 1912 г., по време на Балканската война.
След Кумановското сражение (10-11 октомври) турските войски отстъпват през Вардар в посока Битоля, преследвани от сърбите. В същото време към Битоля от юг напредват и гръцки войски. Командването на османската Западна армия нарежда на Зеки паша (командир на Вардарската армия) да изпрати VI корпус (една трета от войските си) срещу гърците при Сорович (Леринско), а с останалите си сили (V и VII корпус) да спре сърбите, идващи от север.
Следвайки тези директиви, към 19 октомври V корпус (в състав 13-а и 15-а пехотна дивизия и други части) прегражда планинските проходи северно от Прилеп със задачата да забави сръбското напредване. На 21 октомври сърбите настъпват с две дивизии (Моравската и Дринската I призив) откъм Велес и Градско. На следващия ден те прекършват съпротивата при Кръстец и принуждават турците да отстъпят, а на 23 октомври влизат в Прилеп.
V корпус се задържа за кратко на позиции край Алинци, но е разбит отново на 24 октомври и се оттегля към Битоля.